# Jacobus (Vessem)
De Molen Jacobus of Jacobusmolen is een ronde bakstenen beltkorenmolen in het dorp Vessem, in het zuiden van de Nederlandse provincie Noord-Brabant. Deze molen is gebouwd in 1893 nadat zijn voorganger, een achtkante koren- en oliemolen uit 1839, afbrandde. De vlucht van de Jacobusmolen is met 28,22 meter de grootste van de Nederlandse windkorenmolens.
De molen werd gebouwd door molenmaker Antonius van Himbergen uit Woensel. Bij de bouw zijn delen van een onbekende, gesloopte molen gebruikt, vermoedelijk de bovenmolen van de in 1893 verdwenen Aargang, een molengang nabij Ter Aar.
De molen werd in 1955 door de gemeente aangekocht van de weduwe Peeters en is sinds 1968 een rijksmonument. Na restauraties in 1969 en 1986 was de molen weer draaivaardig. De molen was altijd naamloos en werd bij de restauratie van 1986 genoemd naar de molenaar Jacobus Peeters. Tegenwoordig is de molen in beheer bij de Stichting de Vessemse Molen.

## Bron
1. ↑  Jacobus te Vessem | De Hollandsche Molen. www.molens.nl. Geraadpleegd op 2 juli 2025.